# Presidente de Rumania
El presidente de Rumania (en rumano: Președintele României) es el jefe del Estado de Rumania. Según la constitución rumana, el presidente representa al Estado rumano y será el garante de la independencia nacional, de la unidad y de la integridad territorial del país. El presidente de Rumania vigila el respeto a la Constitución y el buen funcionamiento de las autoridades públicas. Es además el comandante en jefe de las Fuerzas Armadas.
El actual presidente de Rumania es Nicușor Dan, cargo que ocupa desde el 26 de mayo de 2025.

## Historia
Desde 1862 existía una jefatura de Estado hereditaria en Rumania, primero como principado y después como reino. Dicha jefatura fue ejercida por la familia Hohenzollern-Sigmaringen hasta 1947. Con el final de la Segunda Guerra Mundial y la derrota de Rumania, las tropas soviéticas liberaron al país y lo introdujeron en la órbita soviética.
El gobierno izquierdista de Groza ganó las elecciones generales del 19 de marzo de 1946, que dieron una abrumadora mayoría al Frente Nacional Democrático que encuadraba al PCR y otros partidos minoritarios. Tras las elecciones, y ante las denuncias de fraude electoral, los partidos monárquicos tradicionales fueron declarados ilegales (agosto de 1947) y la Asamblea General, constituida en su totalidad por los comunistas, obligó al rey Miguel I a abdicar, fue expulsado del país.
Rumania fue constituido como un estado socialista a imitación de la Unión Soviética, por tanto, no existía una jefatura de Estado al uso, sino que la Gran Asamblea Nacional, órgano legislativo supremo, elegía un presídium (comité) para dirigir el gobierno mientras el órgano legislativo no estaba reunido (era convocado dos veces al año). La jefatura de este presídium era similar a la jefatura de Estado en los países de régimen democrático. En 1961 esta jefatura pasó a ser la del Consejo de Estado.
En 1974 se constituyó una auténtica presidencia en la figura del dictador Nicolae Caeucescu. Con la caída del comunismo, Rumania se convirtió en una república semipresidencialista, manteniendo el cargo de presidente elegido por voto popular.

## Elección
El presidente es elegido directamente por un sistema de dos vueltas, en caso de no obtener la mayoría de votos en la primera vuelta. Su elección deberá ser validad por el Tribunal Constitucional del país (artículo 82). Durante su mandato, el jefe del Estado goza de inmunidad.

## Mandato
El presidente ejercerá durante cinco años, pudiendo ser reelegido para otro mandato. No obstante en caso de guerra o catástrofe el presidente podrá ver prolongado su mandato mediante ley orgánica (artículo 83). Durante el periodo de su mandato, el presidente de Rumania no podrá ser miembro de ningún partido y no puede desempeñar ningún otro cargo público (artículo 84)

## Facultades constitucionales
Entre las atribuciones del presidente esta el nombramiento del primer ministro, tras consultar a los partidos que conforman el arco parlamentario y, una vez que el candidato ha obtenido el voto de confianza del parlamento rumano. No obstante el presidente no puede forzar la dimisión del primer ministro (artículo 107), que es responsable solamente ante el poder legislativo, pero si puede nombrar a un nuevo primer ministro interino dentro del gobierno en los casos que figuran en el artículo 106 ( en el caso de dimisión, por revocación, por la pérdida de los derechos electorales, por incompatibilidad, por fallecimiento) hasta la formación de un nuevo gobierno.
En su relación con el gobierno, el presidente podrá consultar al gobierno en diversos temas, y también asistir a las deliberaciones del Consejo de Ministros, presidiendo él dichas reuniones (artículos 86 y 87). En su relación con el parlamento, el presidente, previa consulta con los presidentes de ambas cámaras, puede disolverlas si el candidato a primer ministro no obtiene la confianza parlamentaria; también puede disolverla una vez durante su mandato y no podrá hacerlo cuando falten seis meses para acabar su mandato (artículo 89). 
Entre sus otras atribuciones están las de convocar referéndum, concluir tratados internacionales de acuerdo con el gobierno nacional, nombrar o revocar al cuerpo diplomático rumano, acreditar al cuerpo diplomático extranjero, dirigir mensajes al Parlamento, declarar el estado de sitio o el estado de emergencia en todo el país o en ciertos municipios y conceder indultos y condecoraciones (artículos 88, 90, 91, 93 y 94)
En materia de defensa el presidente, como comandante en jefe de las fuerzas armadas, desempeñará el cargo de Presidente del Consejo Supremo de Defensa del País, y podrá decretar, previa autorización del parlamento, la movilización total o parcial de las fuerzas armadas (artículo 92)

## Vacancia e interinidad
Si el cargo de presidente queda vacante debido a la dimisión, destitución del cargo, imposibilidad definitiva o muerte, será reemplazado con el título de "presidente interino de Rumania" (en rumano: Președinte Interimar al României) por el presidente del Senado o el presidente de la Cámara de Diputados en ese orden jerárquico (artículo 98). Un presidente interino no podrá comunicar mensajes al parlamento ni convocar referendos.
Con el cargo vacante, el gobierno convocará elecciones presidenciales en el plazo de treinta días desde el momento en que quedó vacante (artículo 97).

## Suspensión del presidente de Rumania
Si el presidente viola gravemente la Constitución, puede ser suspendido de su cargo por el Parlamento en sesión conjunta. Si la suspensión propuesta pasa, se realizará una convocatoria de un referéndum para decidir la destitución dentro de no más de 30 días a partir de la suspensión (artículo 95). Si el Senado y la Cámara de Diputados, en sesión conjunta, acusa al presidente en funciones de alta traición a Rumania, se le suspenderá de su cargo por derecho. Las acusaciones son juzgadas por el Alto Tribunal de Casación y Justicia.
El primer presidente suspendido en la historia de Rumania fue Traian Băsescu. El Parlamento lo destituyó el 19 de abril de 2007 tras acusarlo de 19 casos de abuso constitucional, tal como ordenar la escucha de las llamadas de los ministros o tratar de usurpar el control del Gobierno al primer ministro, entre otras acusaciones. La Corte Constitucional rumana no apoyó su destitución, al no encontrar pruebas que respaldasen los cargos. El 19 de mayo se celebraron comicios para decidir si Băsescu debía continuar al frente de la presidencia. Los resultados le permitieron continuar en el cargo, con un apoyo popular del 74.48 %. Durante el lapso que estuvo apartado del cargo, Nicolae Văcăroiu actuó como presidente interino.
El parlamento lo destituyó por segunda vez el 6 de julio de 2012, accediendo al cargo como interino Crin Antonescu. La propuesta de destitución fue presentada por el primer ministro Victor Ponta, de la coalición de centro izquierda Unión Social Liberal (USL), que ha acusado a Basescu de abuso de poder, de violar la Constitución y de usurpar el papel de primer ministro y de sus atribuciones, así como despreciar su papel constitucional de mediador entre instituciones. Nuevamente la Corte Constitucional rumana lo avaló como presidente, e inutilizó el referéndum a pesar del resultado (87,53 % a favor de la destitución). Băsescu volvió al cargo el 22 de agosto de 2012.

## Presidentes de Rumania (1974-)
| Nombre                                      | Nombre | Nombre                                       | Inicio                  | Fin                     | Partido                           | Elecciones            |
| ------------------------------------------- | ------ | -------------------------------------------- | ----------------------- | ----------------------- | --------------------------------- | --------------------- |
| República Socialista de Rumania (1965-1989) |        |                                              |                         |                         |                                   |                       |
|                                             |        | Nicolae Ceaușescu (1918-1989) Presidente     | 28 de marzo de 1974     | 22 de diciembre de 1989 | PCR                               | 1974 1980 1985        |
| Rumania (1989-)                             |        |                                              |                         |                         |                                   |                       |
|                                             |        | Jefatura colectiva                           | 22 de diciembre de 1989 | 26 de diciembre de 1989 | FSN                               | -                     |
|                                             |        | Ion Iliescu (1930-2025) Presidente           | 26 de diciembre de 1989 | 29 de noviembre de 1996 | FSN                               | 1990 1992             |
|                                             |        | Emil Constantinescu (1939-) Presidente       | 29 de noviembre de 1996 | 20 de diciembre de 2000 | Independiente (apoyado por PNTCD) | 1996                  |
|                                             |        | Ion Iliescu (1930-2025) Presidente           | 20 de diciembre de 2000 | 20 de diciembre de 2004 | Independiente (apoyado por PSD)   | 2000                  |
|                                             |        | Traian Băsescu (1951-) Presidente            | 20 de diciembre de 2004 | 20 de abril de 2007     | Independiente (apoyado por PDL)   | 2004                  |
|                                             |        | Nicolae Văcăroiu (1943-) Presidente interino | 20 de abril de 2007     | 23 de mayo de 2007      | PSD                               | Presidente del Senado |
|                                             |        | Traian Băsescu (1951-) Presidente            | 23 de mayo de 2007      | 10 de julio de 2012     | Independiente (apoyado por PDL)   | 2009                  |
|                                             |        | Crin Antonescu (1959-) Presidente interino   | 10 de julio de 2012     | 27 de agosto de 2012    | PNL                               | Presidente del Senado |
|                                             |        | Traian Băsescu (1951-) Presidente            | 27 de agosto de 2012    | 21 de diciembre de 2014 | Independiente (apoyado por PDL)   | -                     |
|                                             |        | Klaus Iohannis (1959-) Presidente            | 21 de diciembre de 2014 | 12 de febrero de 2025   | Independiente (apoyado por PNL)   | 2014 2019             |
|                                             |        | Ilie Bolojan (1969-) Presidente interino     | 12 de febrero de 2025   | 26 de mayo de 2025      | PNL                               | Presidente del Senado |
|                                             |        | Nicușor Dan (1969-) Presidente               | 26 de mayo de 2025      | En el cargo             | Independiente                     | 2025                  |

## Enlaces
- Constitución rumana de 1991

- Datos: Q16933215